# ۲۹۲ (میلادی)
۲۹۲ (میلادی) دویست و نود و دومین سال تقویم میلادی است.

## درگذشتگان
‎